# Río Garbet
El río Garbet es un corto río del sudoeste de Francia, un afluente del río Salat, a su vez, afluente del río Garona. Nace en los Pirineos, en el departamento de Ariège, cerca de la frontera con España. Pasa por Aulus de los Baños y desemboca finalmente en el Salat por su margen derecha.
- Datos: Q3095319
- Multimedia: Garbet / Q3095319